# Tod eines Bürgers
Tod eines Bürgers (Originaltitel: The Old Man Who Cried Wolf) ist ein US-amerikanischer Fernsehfilm aus dem Jahr 1970.

## Handlung
Emile Pulska besucht gerade seinen alten Freund Abe Stillman. Das Wiedersehen wird im Hinterzimmer des Ladengeschäfts mit Kornbranntwein der Marke „Steinhäger“ gefeiert, dessen Ursprung das Drehbuch nach Polen verlegt. Ein Junge aus der Nachbarschaft, der versucht, von Abe einen Gefallen zu bekommen,  wird auf später vertröstet und weggeschickt. Abe bittet Emile, ihm zu helfen, eintausend US-Dollar an seine Schwester in Polen zu überweisen und übergibt ihm zehn 100-Dollar-Scheine. In diesem Augenblick werden sie von einem Mann mit gummiertem Totschläger angegriffen und Emile dabei bewusstlos geschlagen. Als er aufwacht, wird ihm erzählt, dass sein Freund eines natürlichen Todes gestorben sei. Als Emile darauf besteht, dass er angegriffen worden sei, versuchen sein Sohn und seine Schwiegertochter ihm mit einem Psychiater zu helfen. Emile entschließt sich, den Mörder auf eigene Faust zu suchen.

## Hintergrund
Der Film schildert, wie ein angesehener Bürger überzeugt ist,  ohne Schuld Opfer eines Verbrechens geworden zu sein, und wie seine Familie darauf reagiert. Der Film zeigt auch auf, welche Grenzen den Erkenntnissen der Psychiatrie gesetzt sind. Ferner thematisiert er den Verlust der geistigen Funktionen im Alter.

## Auszeichnungen
- 1971: Directors-Guild-of-America-Award-Nominierung in der Kategorie Outstanding Directorial Achievement in Television für Walter Grauman

## Rezeption
Der Film wurde am 19. Oktober 1974 zum ersten Mal von der ARD ausgestrahlt.

## Kritiken
„Fürs Fernsehen produzierter, spannender und in der Hauptrolle hervorragend gespielter Kriminalfilm mit sozialkritischen Ambitionen. Zugleich eine fast satirisch getönte Attacke gegen oberflächlichen Optimismus, oberflächliche Psychiatrie und Ignoranz in der amerikanischen Alltags-Erfolgsmentalität“ (Zweitausendeins Filmlexikon).